# 尚吉巴北區
尚吉巴北區是坦尚尼亞31個区之一，面積為407平方公里。尚吉巴北區北接印度洋，東南接尚吉巴南區，西南接尚吉巴西區。尚吉巴北區之省會為姆科科托尼。2012年，尚吉巴北區人口總數為187,455人。 